# Je-Vaughn Watson
Pour les articles homonymes, voir Watson.
Je-Vaughn Watson est un footballeur international jamaïcain né le 22 octobre 1983 à Paroisse Sainte-Catherine. Il joue au poste de milieu de terrain.

## Carrière
Le 19 février 2013, Watson est échangé au FC Dallas contre un choix de repêchage.

## Palmarès
- Finaliste de Coupe MLS : 2011, 2012